# NcFTP
NcFTP ist ein freier FTP-Client für die Kommandozeile, der unter vielen Betriebssystemen lauffähig ist. Die erste Version von NcFTP erschien im Jahr 1991. Mit NcFTPd ist auch ein FTP-Server verfügbar.

## Funktion
NcFTP wird oft als komfortable Alternative zu ftp genannt. Es beherrscht alle von diesem unterstützten FTP-Befehle und bietet zudem einige Verbesserungen wie die Vervollständigung von Dateinamen und das Anlegen von Lesezeichen, um schneller auf regelmäßig verwendete Verzeichnisse auf einem FTP-Server zugreifen zu können.
Mit ncftpget und ncftpput stehen zudem zwei Zusatzprogramme zur Verfügung, die mithilfe spezieller Parameter gezielt einzelne Dateien auf FTP-Server hinauf- und von diesen herunterladen können.

## NcFTPd
Seit 1996 wird von den NcFTP-Entwicklern auch eine FTP-Serveranwendung vertrieben, die privat ohne Lizenzkosten genutzt werden kann.